# Oblężenie Krui (1450)
Oblężenie Krui – pierwsze oblężenie miasta Kruja, które miało miejsce w 1450 roku.

## Przebieg
Osmański sułtan Murad II, niezadowolony z klęsk swojej armii, zebrał 100-tysięczną armię (w tym 60 tys. żołnierzy kawalerii) i wyruszył do Krui; władca miał nadzieję, że położy to kres oporowi ze strony Albanii. Albański dowódca Skanderbeg planował spontanicznie atakować osmańską armię oraz uniemożliwiać jej otrzymywanie dostaw. Przed bitwą umocniono fortyfikacje miasta poprzez umieszczenie na nich katapult.
Zamek w Krui, który w tej bitwie miał być głównym celem Murada II, był dobrze zaopatrzony na tyle, by mógł wytrzymać 16 miesięcy oblężenia; dodatkowo broniło go około 1500 strażników, większość z nich była wyposażona w miecze i kusze.
W maju 1450 roku wojska osmańskie rozbiły obóz około 10 km od Krui; początkowo Murad II obiecywał właścicielowi zamku dużą ilość złota w zamian za przejęcie miasta, jednak po odrzuceniu tej propozycji, sułtan zaatakował Kruję; rozpoczęto od czterodniowego atakowania murów za pomocą dziesięciu armat. W wyniku ataku zawaliła się część muru, co umożliwiło wojskom osmańskim dostać siędo miasta. Udało im się dotrzeć do głównej bramy zamku, którą próbowali sforsować, jednak obrońcy zaciekle się bronili. 8-tysięczna armia Skanderbega przeprowadziła wiele ataków na osmańskie obozy położone w okolicy miasta, co odciążało broniących zamku strażników. Murad II zarządził wykopać przejście, dzięki któremu wojska osmańskie miały przekroczyć mury zamku; ostatecznie nie zostało ono wykopane, a podczas prac wielu osmańskich żołnierzy zmarło z wycieńczenia. Podczas jednej z nocy, obrońcy zamku opuścili budynek i zniszczyli większość osmańskich armat.
Po bezskutecznych próbach oblężenia miasta, Murad II postanowił w listopadzie 1450 roku wraz ze swoją armią w wycofać się do Edirne.

## Następstwa
Po zwycięstwie Skanderbega wysłano do Albanii ambasadorów z Państwa Kościelnego, Neapolu, Węgier i Burgundii; sam Skanderbeg był cieszył się uznaniem w państwach zachodnioeuropejskich.

## Upamiętnienia
Żyjący w XIX wieku słynny albański poeta Naim Frashëri opublikował utwór Historia Skanderbega (alb. Histori e Skënderbeut), gdzie opisywał pierwsze oblężenie Krui jako bitwę, która uratowała Europę przed zagrożeniem ze strony Imperium Osmańskiego.
W 1953 roku miał premierę film pod tytułem Skanderbeg, gdzie przebieg oblężenia Krui był jednym z wątków.
W 2008 roku albański pisarz Ismail Kadare opublikował książkę pod tytułem Oblężenie (ISBN 978-0-8021-4475-1).